# Peperomia parryana
Peperomia parryana är en pepparväxtart som beskrevs av William Trelease. Peperomia parryana ingår i släktet peperomior, och familjen pepparväxter. Inga underarter finns listade i Catalogue of Life.